# Howiesons Poort
Le Howiesons Poort (ou HP) est l'une des cultures lithiques préhistoriques du Middle Stone Age d'Afrique australe. Il doit son nom au site archéologique de Howieson’s Poort, un abri-sous-roche proche de Grahamstown en Afrique du Sud. Une étude publiée en 2008 indique que cette culture dura environ 5 000 ans, entre approximativement 65 000 et 59 500 ans avant le présent.
Les humains de cette période, comme les auteurs de la culture Stillbay qui précède, ont laissé des vestiges indiquant leur capacité symbolique et leur aptitude à se livrer à des échanges d'artefacts.
Le Howiesons Poort est caractérisé par des outils présentant un certain nombre de caractéristiques proches de ceux du Paléolithique supérieur, période qui ne débutera que 25 000 ans plus tard, vers 40 000 ans avant le présent. Le Howiesons Poort a été décrit comme un faciès culturel « à la fois "moderne" et "non moderne" ». Il est présent dans de nombreux sites sud-africains mais aussi en Namibie et au Zimbabwe.

## Historique
Les vestiges lithiques du Howiesons Poort ont été décrits dès 1927 par P. Stapleton, un jésuite enseignant au St Aidan's College, et par John Hewitt, zoologiste et directeur du musée d'Albany,.
Le nom du faciès a été proposé par A.J.H. Goodwin et Clarence van Riet Lowe in 1929 pour désigner des vestiges qu'ils avaient découverts. Jusqu'aux années 1970, le Howiesons Poort était considéré comme une variante du Magosien, et donc comme intermédiaire, chronologiquement et technologiquement, entre le Middle Stone Age et le Later Stone Age.
Les avancées dans les méthodes de datation (Datation par luminescence optiquement stimulée) ont permis de déterminer que le Howiesons Poort débutait vers 64,8 ka AP et finissait vers 59,5 ka AP, soit une durée d'environ 5,3 ka. Ces dates correspondent au stade isotopique 4, un épisode aride marqué par une baisse du niveau marin en Afrique australe.
Dans la séquence du Middle Stone Age sud-africain, le Howiesons Poort succède au Stillbay après un hiatus de 7 000 ans.

## Technologie
Le Howiesons Poort est caractérisé par différents types d'outils. Les plus notables correspondent à des éléments issus d'armes composites. Ces pièces sont parfois appelées segments, croissants ou microlithes. Ils consistent en des segments géométriques de lames qui étaient emmanchés sur des hampes de projectiles à l'aide d'un adhésif composé d'ocre chauffée et de résine végétale. Des résidus organiques préservés à l'extrémité de ces outils montrent non seulement qu'ils étaient emmanchés, mais aussi qu'ils étaient utilisés comme éléments d'armes de chasse.
Les niveaux du Howiesons Poort de la grotte de Sibudu ont livré la plus ancienne pointe de projectile en os. La présence d'un pourcentage élevé d'ossements de petite antilope (céphalophe bleu) a été interprété comme une preuve de l'utilisation de pièges.
À l'Howiesons Poort, les roches à grain fin telle que la silcrète ainsi que les minéraux comme le quartz constituent une part plus importante des vestiges que dans les industries du Paléolithique ancien ou du Later Stone Age. Les outils du Howiesons Poort ne semblent pas très éloignés par leur forme de ceux du Later Stone Age (LSA), notamment ceux de la culture Wilton ; ils sont toutefois plus grands que ceux du LSA mais plus petits que les outils sur éclats et sur lames caractéristiques des autres faciès du Middle Stone Age. Ils ont d'ailleurs été décrits comme « pleinement "Paléolithique supérieur" dans pratiquement tous les sens technologiques et typologiques ». Les industries du Howiesons Poort semblent constituer une anomalie non seulement par leur apparition très ancienne mais aussi parce qu'elles sont suivies par des industries du Middle Stone Age très similaires à celles qui précèdent le Howiesons Poort. Ce changement semble graduel.

## Symbolisme
Comme le Stillbay qui précède, le Howiesons Poort est caractérisé par des vestiges témoignant d'une pensée symbolique, tels que des blocs d'ocre gravés ou des perles en coquille d'œuf d'autruche et en coquillage. L'utilisation de l'ocre est particulièrement fréquente et diversifiée, ce qui a été interprété comme le reflet d'une culture symbolique d'une complexité croissante.
Il a été noté que « L'ocre n'était pas seulement collectée et ramenée au site mais [qu'] il existe des preuves de son utilisation sous forme de poudre grâce à la découverte de crayons en ocre présentant des facettes polies. L'ocre a pu avoir de nombreux usages mais il est possible qu'elle ait été utilisée pour des peintures corporelles, et donc qu'elle ait eu une fonction symbolique ».

## Disparition
La fin du Howiesons Poort a suscité un certain nombre de questions. Lyn Wadley a noté par exemple que « si la production de lames à dos du Howiesons Poort était un marqueur important de la modernité comportementale, il est difficile d'expliquer pourquoi elle aurait duré plus de 20 000 ans avant d'être remplacée par une technologie "pré-moderne" ? ».
Il a été suggéré que les lames à dos jouaient un rôle lors d'échanges de cadeaux sous forme d'équipements de chasse ; ces échanges auraient cessé avec un changement culturelle et la fabrication de ces outils auraient alors été stoppée. Cette idée était appuyée par le fait que le transport de matières premières sur de longues distances (que ce type d'échanges aurait encouragé) est réduit après le Howiesons Poort,.
Il est peu probable que la fin du Howiesons Poort soit liée à un changement climatique dans la mesure où elle ne semble pas corrélée à un tel événement. Selon Z. Jacobs et ses collègues, « Même si la fin du Howiesons Poort est survenue durant une période de radoucissement climatique, cela est également le cas pour le MSA récent et le MSA final à Sibudu. Le Stillbay et le post-Howiesons Poort ne peuvent être corrélés de manière fiable à un épisode tempéré ou frais. En conséquence, il est impossible d'identifier une tendance climatique particulière qui soit associée de façon significative et spécifique à une industrie du MSA. Le Stillbay coïncide approximativement avec la super-éruption du volcan Toba à Sumatra et avec la fin des grandes sécheresses en Afrique tropicale, tandis que le Howiesons Poort n'est associé à aucun événement connu de ce genre. Les facteurs environnementaux peuvent avoir été responsables de l'occupation épisodique et de l'abandon d'abris-sous-roche, mais n'ont pas nécessairement été la force induisant les changements technologiques. La cause de ces deux explosions d'innovation technologique, proches et pourtant séparées dans le temps, reste une énigme, tout comme la raison de leur disparition. Bizarrement, toutes deux sont contemporaines du goulot d'étranglement génétique survenu entre 80 000 et 60 000 ans et des expansions des populations humaines modernes qui ont suivi, en Afrique et hors d'Afrique ».

## Sites
- Afrique du Sud[15]
  - grottes de la rivière Klasies[18]
  - abri de Howieson’s Poort
  - grotte de Sibudu
  - Peers Cave
  - Diepkloof
  - Nelson Bay
  - Boomplas
  - Border Cave
  - Umhlatuzana
  - Rose Cottage Cave
  - Cave of Hearths
  - Sehonghong, Moshebi's Shelter /Ntloana Tsoana
  - Montagu
  - Duinefontein
- Namibie[15]
  - grotte Apollo 11
  - Aar l
  - Bremen IC
  - Haalenberg
  - Pockenbanck
- Zimbabwe[15]
  - Matopos : Nswatugi

## Citations
Symbolisme

« La chaîne d'opération suivie lors de la fabrication des outils à dos du Howiesons Poort va au-delà de ce qui est nécessaire pour des activités purement fonctionnelles. »

— Sarah Wurz

« Le paléolithique supérieur illustre l'intensification de l'utilisation de symboles qui peuvent être associés à un problème de surpopulation. Le paléolithique supérieur n'était pas une étape globale et aucun équivalent du paléolithique supérieur n'a été enregistré en Afrique subsaharienne ou dans d'autres régions situées à l'extérieur du plateau paléolithique. Dans de telles régions, l'émergence d'un comportement symbolique serait indiquée dans différents contextes. L'importance des preuves archéologiques du Howiesons Poort est que le comportement symbolique peut être reconnu dans un contexte africain à un moment significativement précoce. Alors, comme maintenant, la communication symbolique était essentielle dans la vie quotidienne. »

— Sarah Wurz
Relations avec le Later Stone Age

« Le Howiesons Poort était une industrie très originale et innovante ; mais elle n'a pas perduré et n'est pas à l'origine du LSA. En un sens, elle était à la fois "moderne" et "non-moderne". C'est en cela qu'elle est intéressante. »

— Sylvain Soriano, Paola Villa et Lyn Wadleyp. 700

« Le Howiesons Poort ne peut plus être considéré comme le produit d'une "influence néo-anthropique" émanant d'Europe mais il serait tout aussi erroné de voir le Howiesons Poort comme une anticipation précoce du Paléolithique supérieur. »

— Sarah Wurz

« L'exploitation d'os, de bois et d'ivoire d'origine animale comme matière première afin de produire des outils devant servir à des rituels ainsi que pour des objets d'art est devenue une pratique courante dans le paléolithique supérieur, bien que ces matières premières étaient également disponibles pour les humains du Paléolithique moyen. L'exception des Howiesons Poort, en Afrique du Sud est la richesse des assemblages, en particulier dans la grotte de Bloombos, généralement datée de 80 ans à 60 000 ans. Pour l'instant, ce phénomène culturel est unique, isolé stratigraphiquement et chronologiquement intercalé entre deux industries de l'âge de pierre qui manquait d'outils osseux. On peut émettre l'hypothèse que les créateurs de cette culture n'ont pas survécu à un âge ultérieur et donc que leur entreprise innovante n'a eu aucune relation avec l'apparition d'outils et d'étoffes, de perles et de pendentifs similaires en Eurasie. »

— Bar-Yosef

« Les humains du paléolithique ne pouvaient pas plus prévoir leur avenir technologique que nous ne le pouvons. Ils ne se sont jamais dit: «Le paléolithique moyen a duré assez longtemps - nous ferions mieux de passer au paléolithique supérieur.» Alors, qui créa cette industrie lithique précoce qui préfigurent les caractéristiques clés des innovations ultérieures, une industrie en avance sur son propre temps ? »

— Vishnyatsky